# GSC3626-1388
GSC3626-1388 — хімічно пекулярна зоря спектрального класу F0, що має видиму зоряну величину в смузі V приблизно  9,2.
Вона  розташована на відстані близько 1128,6 світлових років від Сонця.

## Пекулярний хімічний склад
Зоряна атмосфера GSC3626-1388 має підвищений вміст 
Cr
.